# Tisana

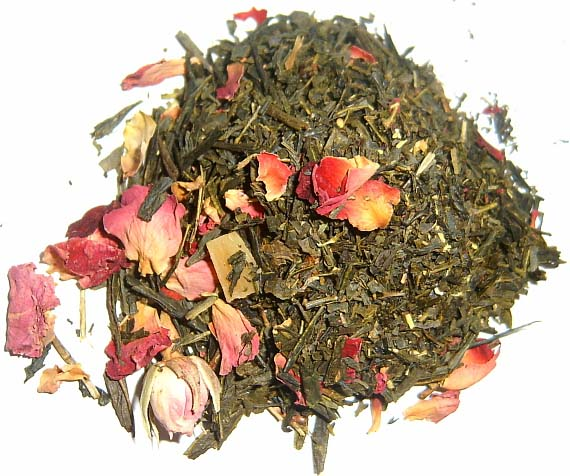
Mezcla para preparar tisana.

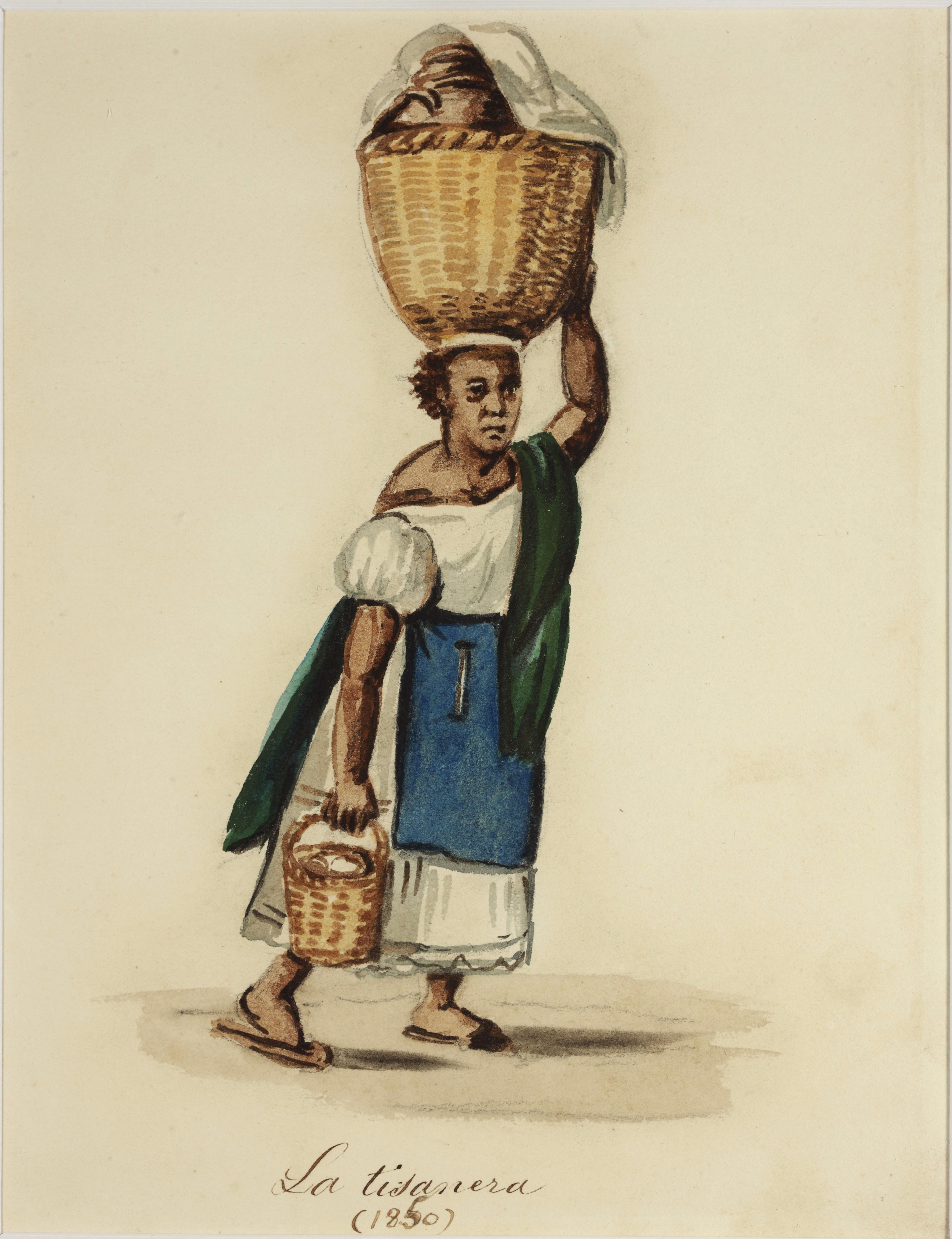
La tisanera (acuarela de Pancho Fierro, 1850).

La tisana es la bebida que se consigue al hervir determinadas combinaciones de hierbas y/o especias en agua para lograr una infusión a partir de los ingredientes utilizados. También se refiere a a este proceso utilizando frutas secas o deshidratadas y cortezas. Habitualmente, tiene una connotación medicinal aunque no siempre tenga este objetivo.
El agua queda así impregnada de sustancias solubles que pueden aportar efectos beneficiosos para la salud. En la actualidad, son frecuentemente utilizadas, al igual que se han utilizado a lo largo de milenios en muchas culturas. Sus propiedades, según su composición, se han estudiado por innumerables científicos de dichas culturas, incluidos científicos modernos. En las escuelas de farmacia modernas, se estudian los efectos beneficiosos de muchas plantas sobre la salud. Muchos de los principios activos de las plantas que tradicionalmente se han venido utilizando en forma de tisanas, son hoy en día sintetizados y añadidos a medicamentos sintéticos con el fin de controlar mejor el proceso productivo, y también el económico.
Son también llamadas erróneamente té, pues el auténtico té es una infusión de la planta Camellia sinensis. Por su parte, en Venezuela reciben el nombre coloquial de guarapo.
En tradiciones eslavas también se creía que la única manera de reconciliarse con la kikimora era preparando una tisana que sería usada para lavar los vasos, platos y otros utensilios de la cocina.
En la Cultura China destacan las diferentes variedades de Té de hierbas chino.

## Interacciones adversas entre hierbas y medicamentos
Algunos fitoquímicos que se encuentran en las hierbas y frutas pueden interactuar negativamente con otros y con medicamentos de venta libre o recetados, entre otras formas, al afectar su metabolismo en el cuerpo. Las hierbas y frutas que inhiben o inducen la función del complejo enzimático citocromo P450 del cuerpo pueden hacer que el medicamento sea peligrosamente ineficaz o aumentar su dosis efectiva absorbida a niveles potencialmente tóxicos, respectivamente. Los ejemplos más conocidos de interacciones adversas entre hierbas y medicamentos son el pomelo o la hierba de San Juan, contraindicadas para varios medicamentos, incluidos Paxlovid y los anticonceptivos orales, pero otras hierbas también afectan la familia de enzimas CYP, lo que muestra interacciones entre hierbas y medicamentos.